# Солнцева, Елена Николаевна
Еле́на (Алёна) Никола́евна Со́лнцева (род. 20 июля 1958, Москва, СССР) — советский и российский театровед, театральный критик, кинокритик, журналист и публицист, специалист по истории кино, истории театра, кинотеории, перформансу и современным театральным тенденциям, преподаватель. Кандидат искусствоведения, доцент.

## Биография
Родилась в 1958 году в Москве.
Окончила среднюю школу № 232 г. Москва.
В 1979—1987 годах преподавала в Государственном институте театрального искусства имени А. В. Луначарского.
В 1980 году окончила театроведческий факультет Государственного института театрального искусства имени А. В. Луначарского (мастерская Г. Хайченко), а в 1983 году там же аспирантуру по кафедре истории русского театра.
В 1985 году защитила диссертацию на соискание учёной степени кандидата искусствоведения по теме «Поэтика русской романтической драмы и театральная действительность 30-х годов XIX века» (специальность 17.00.01 — театральное искусство).
В 1985—1992 годах работала сотрудником отдела публицистики (под руководством С. Б. Пархоменко), заведующей отделом публицистики и заведующей отделом драматургии журнала «Театр». Вела в нём вела рубрику «Пресс-студия на Никитской», которая была посвящена альтернативному искусству.
В 1992—1995 годах была редактором отдела политики и экономики газеты «Сегодня».
В 1996—1998 годах работала сотрудником отдела культуры журнала «Огонёк».
В 1998—2012 годах — заведующая отделом культуры в газете «Время МН»/«Время новостей». С этого же времени стала выпускающим редактором в телепередачи «Кино в деталях», а затем шеф-редактором ток-шоу «Ничего личного».
С 2012 года — обозреватель в газете «Московские новости» и РИА Новости.
С 2015 года — доцент кафедры кино и современного искусства Российского государственного гуманитарного университета.
Колумнист интернет-издания Газета.ру.
Была членом жюри драматического театра и театра кукол по присуждению премии «Золотая маска» за 2006, 2010 и 2013 годы.
Член редакционного совета журнала «Отечественные записки».
Член экспертного совета Гильдии киноведов и кинокритиков России.
Член Ассоциации театральных критиков.
Действительный член Российской академии кинематографических искусств «Ника».
Член отборочной комиссии фестиваля Кинотавра, а также программный директор фестиваля «Кинотеатр.doc».
Автор статей журналах «Сеанс», «Театр», «Театральная жизнь», «Экран и сцена» и «Эксперт», а также газетах «Вечерняя Москва» и «Коммерсантъ».

## Книги
- Солнцева А. Жизнь и приключения Сергея Сельянова и его киностудии «СТВ», рассказанные им самим. — СПб.: Сеанс, 2018. — 430 с. ISBN 978-5-905669-41-5 : 1000 экз.
- Одна не совсем обычная деревня : Очерки / Алена Солнцева // Новый мир . — 2020 . — № 6 . — С. 95-129 .
- «Казенный дом и другие детские впечатления», сборник, — М., «Время», 2019, ISBN 978-5-9691-1779-2
- «Счастье: Двадцать семь неожиданных признаний»: сборник (2020) — М."Время"